# Eulogius Jurodiví
Svatý Eulogius Jurodiví či Eulogius Prorok († 13. století) byl gruzínský jurodiví.
Jediná informace o jeho existenci je spojena s bitvou u Basiani. Když gruzínská armáda pod vedením krále Davida Soslana vyrazila do bitvy, královna Tamara zamířila s významnými hierarchy do monastýru Odzrche. Při liturgii padl na zem a zvolal „Slavný je Bůh. Všemohoucí Kristus!.. Nebojte se Peršanů!.. Miloš Boží sestoupila na Tamařin rod!"
Svatý Jan Šavteli považoval jeho slova za znamení vítězství Gruzínců.
Zemřel ve 13. století.
Jeho svátek se připomíná 1. dubna.